# لورانس جي. فلاهرتي
لورانس جي. فلاهرتي هو سياسي أمريكي، ولد في 4 يوليو 1878 في سان ماتيو في الولايات المتحدة، وتوفي في 13 يونيو 1926 في نيويورك في الولايات المتحدة. نشط حزبياً في الحزب الجمهوري. وقد انتخب عضو مجلس ولاية كاليفورنيا ‏ وانتخب عضو مجلس النواب الأمريكي.